# Representación LGBT en Los Simpson
La serie de televisión 'Los Simpson ha estado abierta a representaciones de personajes y escenarios LGBT, y rutinariamente han desafiado la heteronormatividad. Fue uno de varios programas de televisión animados en los Estados Unidos que comenzaron a presentar personajes LGBT, tanto abiertamente como implícitamente, en la década de 1990. Si bien los primeros episodios que involucraban personajes LGBT los incluían principalmente mediante el uso de estereotipos, los guionistas de Los Simpson han desarrollado varios personajes LGBT prominentes a lo largo de su historia. Los productores del programa, como Matt Groening y Al Jean, han expresado su opinión de que la representación LGBT en los medios es importante y que buscan incluirla activamente. Algunos personajes, como Julio, fueron creados teniendo en cuenta su orientación sexual, siendo fundamental para su personaje. El programa amplió su lista de personajes abiertamente LGBT a través de episodios en los que personajes destacados, como Patty Bouvier y Waylon Smithers, salieron del armario en las temporadas 16 y 27, respectivamente. Además, el productor Al Jean ha declarado que Lisa Simpson posiblemente sea poliamorosa.

## Personajes secundarios

### Waylon Smithers
Waylon Smithers fue ampliamente mencionado como gay en los primeros años del programa, y regularmente se lo representaba atraído por su jefe, el Sr. Burns. Incluso antes de que el personaje saliera del armario, era generalmente reconocido como un estereotipo de un hombre gay en la televisión, y la sexualidad de su personaje estuvo entre los primeros ejemplos de un debate fandom en Internet. A esto se aludió en el episodio de la temporada 7 The Simpsons 138th Episode Spectacular, en el que el presentador Troy McClure lee una carta ficticia de un fan que pregunta "¿Cuál es el verdadero problema con el asistente del Sr. Burns, Smithers? Sabes de lo que estoy hablando."
Debido a los chistes habituales sobre la sexualidad de Smithers, él fue uno de los personajes que se especuló que era gay después de que se anunció que un personaje saldría del armario en 2005. El productor Al Jean describió la orientación sexual de Smithers durante gran parte del programa como "Burns-osexual", y explicó que su devoción por Burns supera la atracción por cualquier género en particular. Las alusiones a la sexualidad de Smithers se volvieron más directas a lo largo de la serie, y Burns fue reconocido explícitamente como un interés romántico para Smithers ya en el episodio de la temporada 4 Marge Gets a Job. Está más implícito en el episodio de la temporada 6 Sideshow Bob Roberts cuando Smithers describe el conservadurismo como incompatible con su "elección de estilo de vida". En el episodio de la temporada 9 Lisa the Skeptic, Smithers besa a Burns. El personaje apareció en el episodio de la temporada 27 The Burns Cage en 2016. Su vida romántica fue explorada nuevamente en el episodio de la temporada 33 Portrait of a Lackey on Fire. El hijo del escritor Rob LaZebnik estuvo muy involucrado en la escritura de la historia romántica de Smithers, basándose en sus propias experiencias como hombre gay.

### Patty Bouvier
En el episodio There's Something About Marrying de la temporada 16, Patty Bouvier salió del armario como lesbiana. Durante el episodio Homer Simpson es ordenado para realizar matrimonios entre personas del mismo sexo. El productor Al Jean había anunciado que aparecería un personaje LGBT antes de la emisión del episodio, lo que generó una especulación generalizada. Patty era el personaje que los fans más sospechaban que sería quien saldría del armario. El episodio se emitió en 2005, cuando el matrimonio entre personas del mismo sexo era un tema político importante en los Estados Unidos. La medida fue controvertida y provocó la indignación de los opositores al matrimonio entre personas del mismo sexo. El columnista de entretenimiento Ray Richmond atribuyó la salida del armario de Patty como un hito importante para el movimiento por los derechos de los homosexuales, ya que demostró que el activismo era lo suficientemente prominente como para aparecer en un episodio de una comedia de situación convencional.

### Kang y Kodos
El género y la sexualidad de los personajes extraterrestres Kang y Kodos han sido retratados de diferentes maneras a lo largo de la serie. Por lo general, se les representa como hombres, pero Kodos fue identificada como la hermana de Kang en el episodio de la temporada 8 Treehouse of Horror VII, y fueron identificadas como una pareja de lesbianas en el episodio de la temporada 26 Simpsorama. El productor Al Jean ha descrito su género como intencionalmente vago, y el programa a veces implica que son andróginos. Después del episodio Simpsorama, Jean confirmó que "son una pareja de mujeres homosexuales" y que "parecían estar casados".

## Personajes secundarios

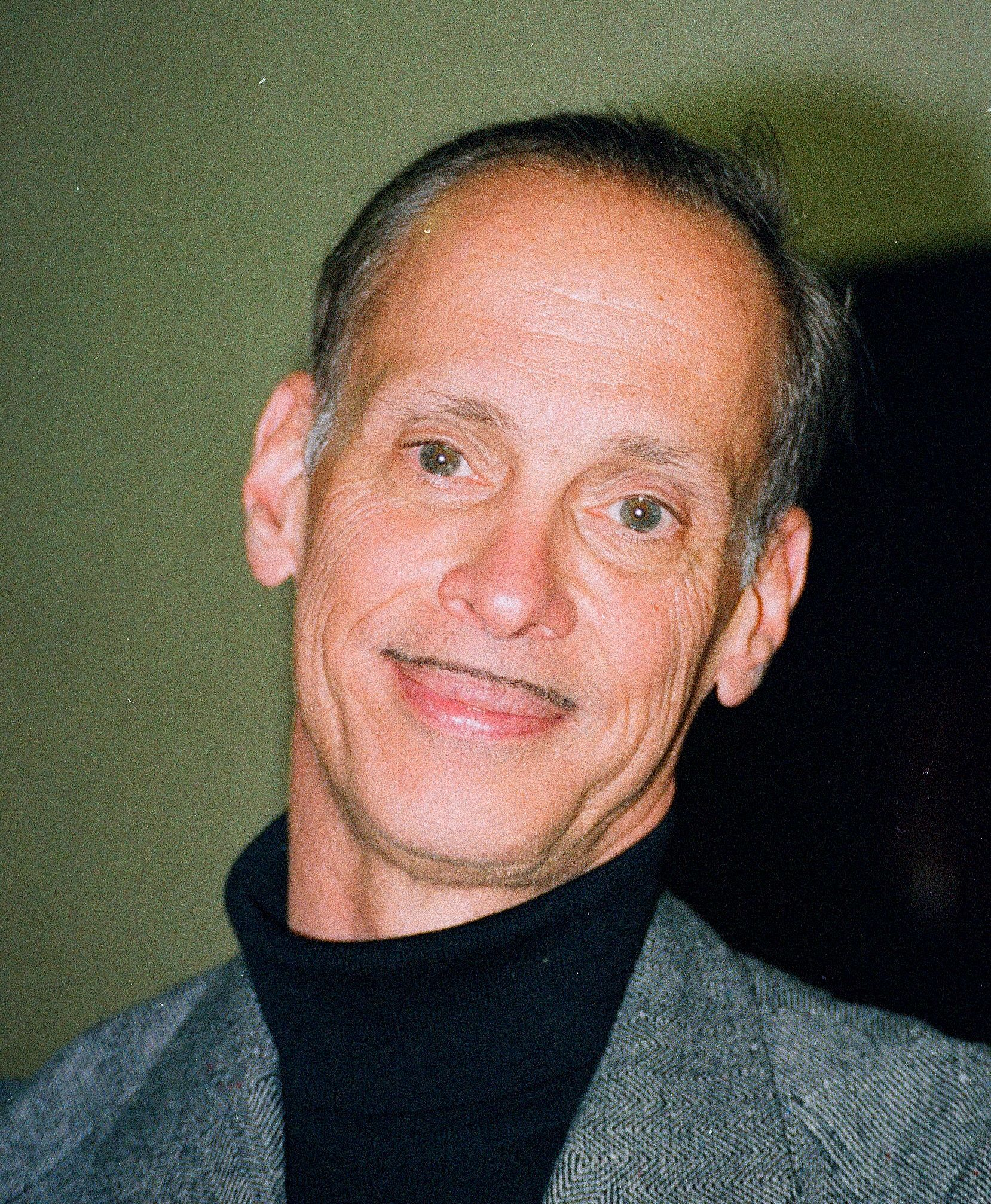
John Waters prestó su voz al personaje de John en Homer's Phobia.

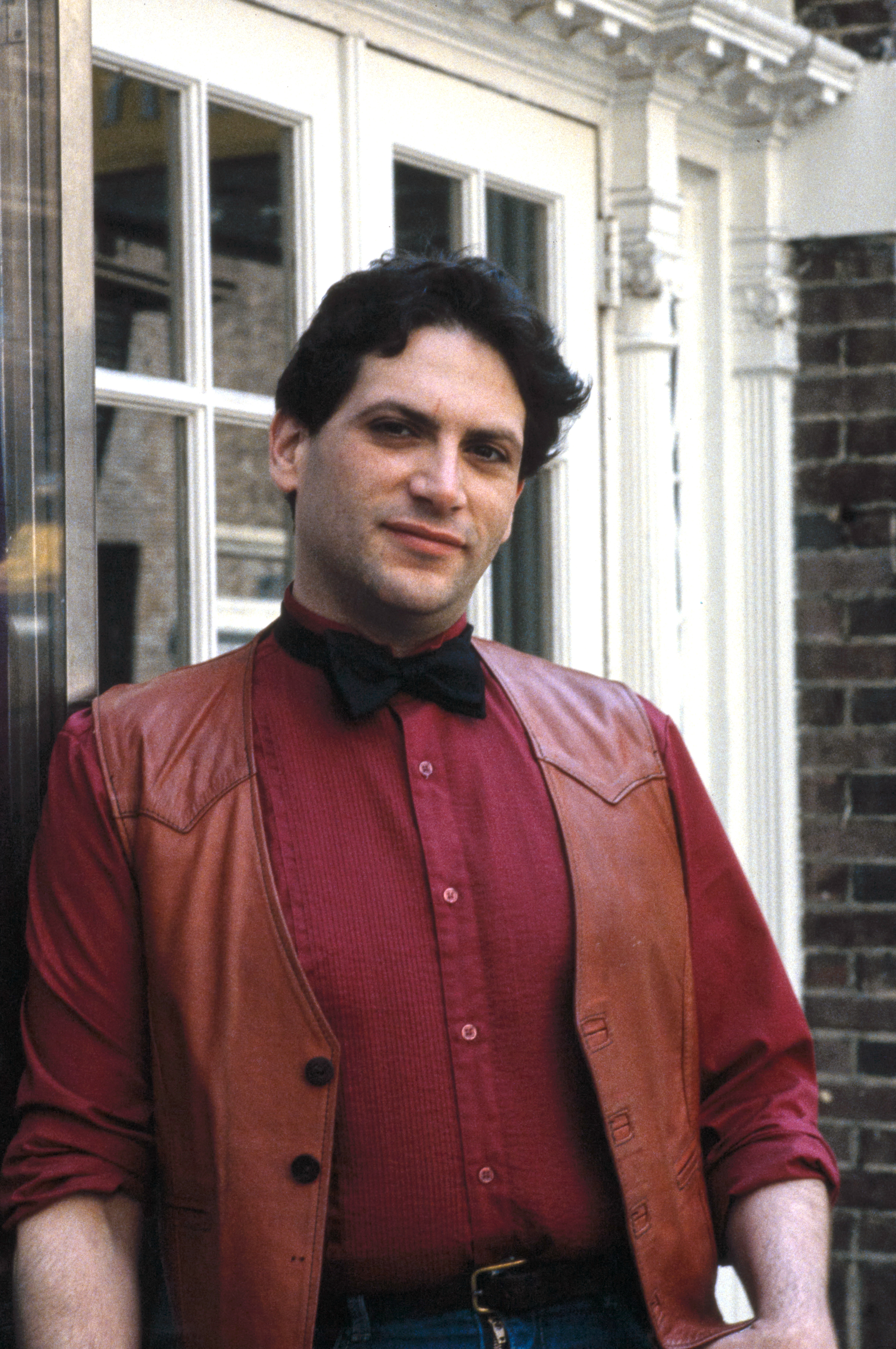
Harvey Fierstein prestó su voz al personaje de Karl en Simpson and Delilah.

- Michael De Graaf: diseñador de moda que comenzó una relación romántica con Waylon Smithers en el episodio de la temporada 33 Portrait of a Lackey on Fire. De Graaf tiene la voz de Victor Garber.[15]

- Dewey Largo: el profesor de música de la Escuela primaria de Springfield. Se dio a entender que era gay durante gran parte del programa. En lugar de una salida del armario formal, el personaje poco a poco llegó a ser reconocido como un personaje abiertamente gay.[21] Su orientación sexual fue confirmada después de que encontró pareja en la taberna de Moe mientras se convertía en un bar gay en el episodio de la temporada 22 Flaming Moe.[22]

- Evelyn: la novia de Patty en el episodio de la temporada 31 Livin La Pura Vida. Se hace amiga de Homer después de que ella y Patty discuten, lo que repara su relación.[23]

- Grady: un hombre gay con el que vivió Homer en el episodio de la temporada 14 Three Gays of the Condo. Grady ve a Homer como un interés romántico y lo besa.[3]

- John: un hombre abiertamente gay que aparece en el episodio de la temporada 8 Homer's Phobia en 1997. El episodio sigue a Homero cuando llega a aceptar a John como un hombre gay y cuando permite que su hijo Bart se desvíe de las ideas tradicionalmente masculinas.[1][9] John tiene la voz de John Waters.[1]

- Julio: una figura destacada dentro de la comunidad LGBT del programa.[5] El personaje fue originalmente interpretado por Hank Azaria, pero el papel fue reelegido para Tony Rodríguez en 2021 en un esfuerzo por aumentar la diversidad del elenco para reflejar mejor a los personajes. Al igual que el personaje de Julio, Rodríguez es un cubano abiertamente gay.[5][24] Julio fue brevemente un interés romántico de Waylon Smithers.[5]

- Karl: asistente de Homer en el episodio de la temporada 2 Simpson and Delilah.[25] El personaje fue interpretado por el actor abiertamente gay Harvey Fierstein y originalmente estaba destinado a parecerse a él, pero Fierstein insistió en que el personaje se viera más tradicionalmente guapo. Se pretendía que el personaje regresara en el episodio de la temporada 14 Three Gays of the Condo, pero Fierstein no estaba satisfecho con el guion.[11]